# 유인통
유인통(劉仁統, 1382년 ~ ?)은 조선의 문신이다. 본관은 강릉이며 유창(劉敞)의 아들이다. 초휘는 인궤(仁軌), 자(字)는 경원(景元), 호(號)는 청계(淸溪)이다. 사섬서 령(司贍署令)을 지내다가 1415년(태종 15년) 파직되었다. 호(號) 청계(淸溪)는 세종의 사호(賜號)이다.

## 가족
- 조부 : 유천봉(劉天鳳)
  - 아버지 : 유창(劉敞)
- 외조부 : 이집(李集) - 판전교시사(判典校寺事), 증 좌찬성(左贊成)
  - 어머니 : 광주 이씨
  - 처부 : 조진(趙瑨) - 판선공감사, 선산도호부사
    - 부인 : 평양 조씨
      - 장남 - 유지주(劉智周) - 자(字)는 광윤(匡允), 호(號)는 담재(湛齋) 부마부(의빈부)에서 경력직 역임, 이조참판(吏曹參判)을 역임.
      - 차남 - 유신주(劉信周) - 자(字)는 광민(匡民), 호(號)는 순재(純齋) 문과 급제 후 평안부 병마절도사(兵馬節度使) 역임.
      - 삼남 - 유계주(劉繼周) - 자(字)는 국헌(國憲), 호(號)는 성재(省齋) 이조좌랑(吏曹佐郞) 역임.